# Општина Радомирешти (Олт)
Радомирешти (рум. Radomireşti) општина је у Румунији у округу Олт.
Oпштина се налази на надморској висини од 115 m.